# Journal of Physical Chemistry A
Le Journal of Physical Chemistry A (« Journal de chimie physique A »), abrégé en J. Phys. Chem. A, est une revue scientifique hebdomadaire à comité de lecture qui publie des articles de recherche dans les domaines de la chimie reliés à la dynamique, la cinétique, la chimie environnementale, la spectroscopie, la structure et la théorie.
La revue est née en 1997 de la scission en trois (A, B, C) du Journal of Physical Chemistry, fondé en 1896. Depuis 2010 les articles courts (« communications ») de son domaine sont publiés dans les Journal of Physical Chemistry Letters (« Lettres du Journal de chimie physique »).
D'après le Journal Citation Reports, le facteur d'impact du Journal of Physical Chemistry A était de 2,693 en 2014. L'actuel directeur de publication est George C. Schatz (Université Northwestern, États-Unis).